# Зубарев, Алексей Павлович
Алексей Павлович Зубарев (род. 17 апреля 1959, Ленинград) — советский и российский музыкант, гитарист рок-группы «Аквариум» (1992—1997 и с 2013 года), автор музыки к кинофильмам.

## Биография
Родился в апреле 1959 года в Ленинграде. C шести лет обучался игре на аккордеоне частным образом дома. В десять лет переключился на гитару под руководством нового учителя Юрия Валентиновича Андреева. В 14 лет написал музыку к школьному спектаклю "Гадкий Утёнок",которая была записана дуэтом с учительницей пения. В том же году выступал в Восточной Европе в составе ансамбля гитаристов, ставшего победителем городского конкурса.В 18 лет стал преподавателем класса гитары в музыкальной школе посёлка Васкелово Ленинградской Области. Выступал как классический гитарист в Капелле, Малом Зале Филармонии и других залах сольно, исполняя классические произведения,а также собственные сочинения в стиле классиков.  Член Авторского Общества с 1980-го года. Окончил Ленинградский институт культуры по специальности «руководитель оркестра народных инструментов». В качестве дипломной работы создал и три года дирижировал Оркестром Ленинградской Милиции. В 1980-е годы преподавал гитару, оркестровку и ансамбль в различных образовательных учреждениях, одновременно играя в малоизвестных ленинградских арт-рок группах («АРС»,Катарсис, «Трест путей сообщения»). 
В 1989 году стал участником группы «Сезон дождей», играя на гитаре с квинтовым строем, выполняющей функции баса и второй гитары одновременно, а также внося немалый вклад в аранжировки («Сезон дождей» играл инструментальный арт-рок). Летом 1991 года группа приняла участие в «Соловецком рок-форуме» (с благотворительными концертами в Архангельске и Северодвинске в пользу Соловецкого монастыря и паломничеством на Соловецкие острова), организованном по инициативе Б. Гребенщикова, где состоялось более близкое знакомство с БГ и музыкантами БГ-бэнда. В декабре 1991 года во время записи альбома «Возвращение» покинул «Сезон дождей». В результате случайной встречи с БГ-бендом  принял участие в записи «Коней беспредела» для «Русского альбома» (сыграв на гитаре) и с января 1992 года вошёл в состав БГ-бэнда на постоянной основе.
В 1992—1997 годах — участник группы «Аквариум», где играл на разных инструментах (гитара, клавишные, виолончель, флейта) и (как и в «Сезоне дождей») участвовал в создании аранжировок (в частности, при записи альбомов «Пески Петербурга» и «Гиперборея»). Параллельно записал сольные альбомы «Тайные записки международного лейтенанта» и «Рапсодия для воды» (последний представляет собой инструментальные аранжировки композиций «Аквариума») и собрал собственную группу «DUTY FREE ZONE ORCHESTRA» (в которой принимали участие, в частности, П.Акимов и М.Бомштейн). Покинул «Аквариум» в 1997 году после роспуска Гребенщиковым очередного состава группы.
В 2000-е годы изредка выступал в качестве сессионного музыканта, обратившись к сочинению музыки к кино и сериалам.
Композитор фильмов «Живой», «Русское», «Закон», «Дневной представитель», «Тайна Заборского омута», «Настоящий Дед Мороз», «Опера. Хроники убойного отдела», «Ладога», «В кейптаунском порту», «Обитель», «Дар» и «Географ глобус пропил». За работу над последним получил приз имени Микаэла Таривердиева на фестивале «Кинотавр» и премию Ника за лучшую музыку к фильму.Общее количество прокатных, документальных, детских и телевизионных фильмов с его музыкой превысило сотню. В 2013 году возобновил сотрудничество с Гребенщиковым и группой «Аквариум». По словам БГ, ему «был нужен человек, с которым интересно играть те песни, которые хочется играть. С ним интересно».
Жена — Юлия Шулепова. С 2013 года живут в Выборге.
Последние годы продолжил сольные выступления как гитарист, используя специально оборудованную гитару с оркестровым звучанием и исполняя импровизированные фантазии собственного сочинения, а также на темы классики и рок-классики.

## Дискография

### С «Аквариумом» и Борисом Гребенщиковым
- 1992 — Русский альбом
- 1993 — Библиотека Вавилона. История Аквариума — Том 4
- 1993 — Любимые песни Рамзеса IV
- 1994 — Пески Петербурга
- 1994 — Кострома mon amour
- 1994 — Песни Александра Вертинского
- 1994 — Задушевные песни
- 1995 — Навигатор
- 1995 — Центр циклона
- 1996 — Снежный лев
- 1996 — Чубчик
- 1996 — Сезон для змей
- 1996 — Двадцать лет спустя
- 1997 — Гиперборея
- 1997 — Bardo

### Сольные альбомы
- 1995 — Тайные записки международного лейтенанта
- 1997 — Рапсодия для воды

## Избранная[кем?]фильмография
- 1998 — Городок (выпуск №58 «Мой Городок»)
- 2002 — Время любить
- 2002 — Закон
- 2004 — 2007 — Опера-1. Хроники убойного отдела
- 2004 — Русское
- 2006 — Живой
- 2009 — Брак по завещанию
- 2013 — Географ глобус пропил
- 2013 — Ладога
- 2019 — В кейптаунском порту